# توکوگاوا یوریفوسا

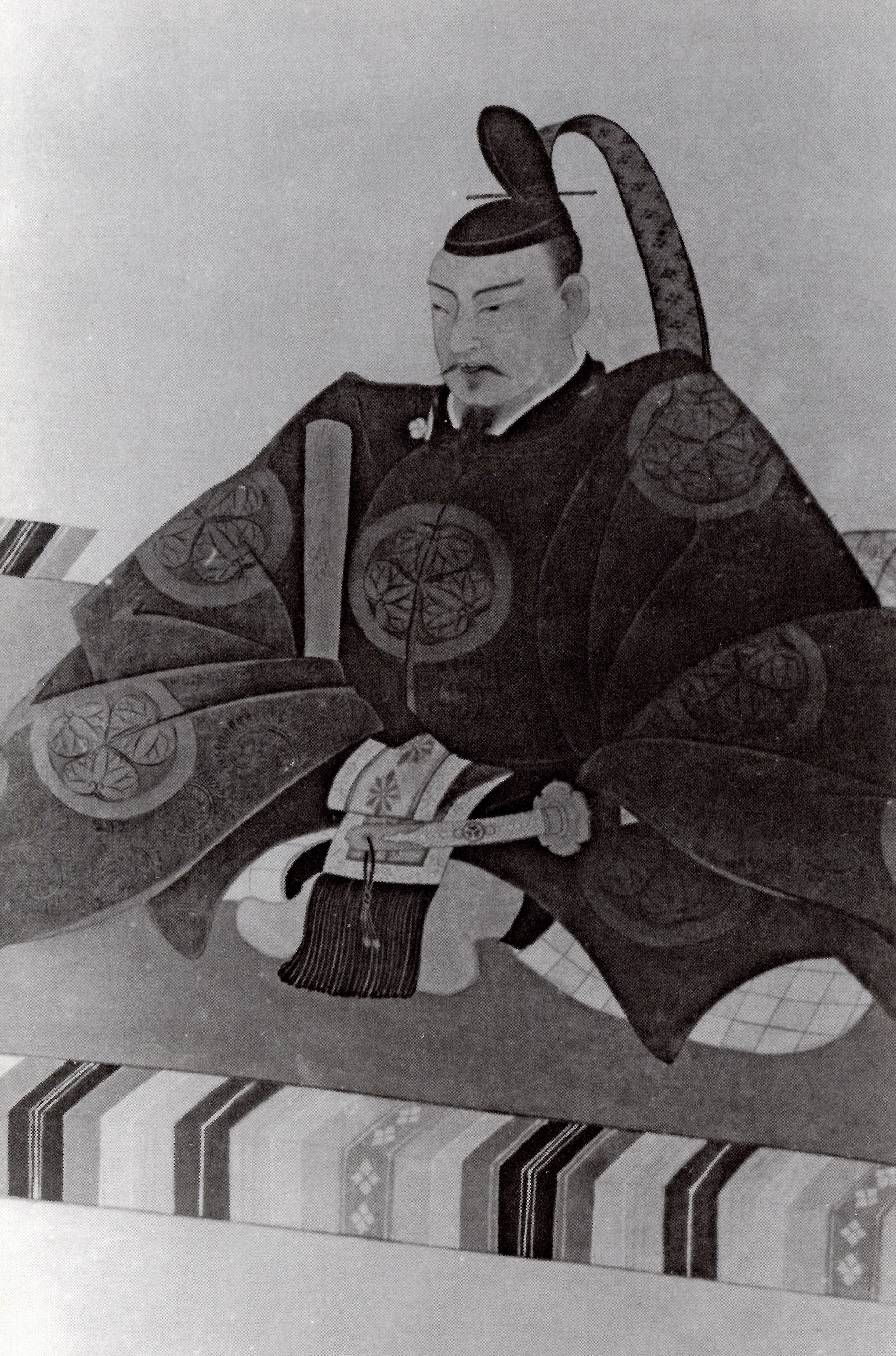
توکوگاوا یوریفوسا، یکی از دایمیوهای ژاپنی

توکوگاوا یوریفوسا (به ژاپنی: 徳川 頼房) (۱۶۰۳ – ۱۶۶۱) یکی از دایمیوهای ژاپنی در اوایل دوره ادو بود. او یازدهمین پسر توکوگاوا ایه‌یاسو بود.